# 嵩夜あや
嵩夜 あや（たかや あや）は、フリーのシナリオライター、小説家、および作詞家である。元キャラメルBOX所属。
ゲーム制作に当たってはロゴ・パッケージデザインやムービー作成等、担当が多岐にわたる場合がある。シナリオライターとしては、2001年発売のアダルトゲーム『女神さま☆にお願いっ!! -真夜中の冒険者-』（すたじお緑茶）がデビュー作。

## 参加作品

### PCゲーム
シナリオ
- 女神さま☆にお願いっ!! -真夜中の冒険者-（すたじお緑茶）
- 処女はお姉さまに恋してる（キャラメルBOX）
- 月踊亭にて -At Moondance diner-（キャラメルBOX）
- 終末少女幻想アリスマチック（キャラメルBOX）
- うつりぎ七恋天気あめ（キャラメルBOX）
- 処女はお姉さまに恋してる 2人のエルダー（キャラメルBOX）
- 木洩れ陽のノスタルジーカ（STREGA）
- セミラミスの天秤（キャラメルBOX）
- 機関幕末異聞 ラストキャバリエ（キャラメルBOX）
- 処女はお姉さまに恋してる ３つのきら星（キャラメルBOX）
- プリンセスクライシス（Triangle）[1][2]
- アマエミ -longing for you- （あざらしそふと）
- ハーレム×楽園 - Harem × Shangri-La -（裸足少女）

### 小説
- 乙女はお姉さまに恋してる 櫻の園のエトワール（ファミ通文庫：ISBN 978-4-7577-3924-6）
- 乙女はお姉さまに恋してる 2 〜二人のエルダー〜（GA文庫：ISBN 978-4-7973-6290-9）
- 乙女はお姉さまに恋してる 2 〜窓越しの異邦人〜（GA文庫：ISBN 978-4-7973-6406-4）
- 乙女はお姉さまに恋してる 2 〜黄金の檻 荊の鳥籠〜（GA文庫：ISBN 978-4-7973-6645-7）
- 乙女はお姉さまに恋してる 2 〜ドーン・パープル〜（GA文庫：ISBN 978-4-7973-7030-0）
- 乙女はお姉さまに恋してる 2 〜移りゆく花のように〜（GA文庫：ISBN 978-4-7973-7337-0）
- 少女義眼工学士・青のベルベット
- セミラミスの天秤　～エンキドゥの虚～
- 彼女とカノジョの事情　憧れの乙女は男の子!?
- 寵姫転生 美少年になって後宮潜入!?（美少女文庫：ISBN 978-4-7577-3924-6）
- 吸血姫は弟に恋してる（美少女文庫：ISBN 978-4-7577-3924-6）
- I WANT YOU! 魔王はキミを求めてる（美少女文庫：ISBN 978-4-7577-3924-6）
- 処女はお姉さまに恋してる 3つのきら星（ぷちぱら文庫：ISBN 978-4-7577-3924-6）
- 銀龍亭小夜曲

### 作詞
- SINCLAIR（『終末少女幻想アリスマチック』OP）
- révélation（『終末少女幻想アリスマチック〜APOCALYPSE〜』OP）
- アンダーハンデッド・ガール（『処女はお姉さまに恋してる 2人のエルダー』OP）
- プリズムの夢（Rita「Mujika」）[3]

## 同人活動
- 八王子パルサーより、「処女はお姉さまに恋してる」の外伝的ストーリー『櫻の園のエトワール』が刊行されている。
  - 2007年12月に、大幅加筆した「乙女はお姉さまに恋してる 櫻の園のエトワール」がエンターブレインよりファミ通文庫として刊行された。

## 出演
- インターネットラジオ番組 『草柳順子のわくわくゲームライフ』 第18回（ゲスト） - 「草柳順子のわくわくゲームライフDVD2」に収録。